# ぼっかけ (愛媛県)
ぼっかけは、愛媛県今治市の郷土料理。ぼっかけ汁とも呼ばれる。ご飯にかけたものをぼっかけ飯、うどんにかけたものをぼっかけうどんと呼ぶ。
野菜と肉を甘辛く煮つけた料理である。
「ぼっかけ」は「ぶっかける」の意味。